# Bobo Bola
Bobo Bola (Kinshasa, 2 ottobre 1985) è un ex calciatore ruandese, di ruolo attaccante.